# La Mer des monstres
La Mer des monstres (titre original : The Sea of Monsters), écrit par Rick Riordan et paru aux éditions Miramax Books en 2006 puis Albin Michel en 2007, est le deuxième tome de la saga Percy Jackson. Il a été traduit en français par Mona de Pracontal.

## Résumé
Percy a passé une nouvelle année dans un nouveau collège où, par miracle, il a réussi à ne pas se faire expulser. Il s'est lié d'amitié avec Tyson, un grand gaillard très timide, et le défend contre toutes les brutes qui se moquent de lui. Alors que ses nuits sont peuplées de cauchemars concernant son meilleur ami le satyre Grover, une partie de balle aux prisonniers se transforme en un véritable carnage à cause de nouveaux arrivants très particuliers. Annabeth Chase vient le chercher pour rentrer à la Colonie des Sangs-Mêlés, et c'est ainsi qu'il apprendra que l'arbre de Thalia, défunte fille de Zeus, Dieu du ciel et Roi du panthéon grec, se meurt pour une raison inconnue. Avec Chiron expulsé, Monsieur D. très peu autoritaire par rapport à Tantale, son nouveau collègue sorti des Enfers pour s'occuper des jeunes demi-dieux, Percy pense que la colonie est vouée à la perte. Tandis que les barrières magiques s'épuisent, Tyson s'avère être une créature à qui les gens n'osent pas faire confiance.
Clarisse, fille de l'arrogant Arès, partira pour une quête dans l'espoir de trouver la Toison d'Or et soigner l'arbre mourant de Thalia. Mais Percy, Annabeth et Tyson la suivront avec l'aide d'Hermès, le père de Luke, et devront déployer beaucoup d'efforts afin de retrouver la fameuse Toison détenue par le cyclope Polyphème et aussi Grover, qui était en fait prisonnier dans sa grotte, attiré par la magie de la Toison.

## Prophétie
Clarisse la Rue reçoit cette prophétie de l'Oracle. Elle l'énumère à Percy et ses amis sur une plage à Miami.
À bord du vaisseau de fer aux guerriers d'os tu navigueras,1 
 
Ce que tu cherches tu trouveras et tu t'approprieras,2 

Mais enfermée dans la pierre tu croiras à ton trépas,3 

Sans amis tu échoueras ; par vol seule tu rentreras.4 

- 1 Pour sa quête, Clarisse voyage à bord d'un navire offert par son père Arès dont l'équipage était des confédérés morts.
- 2 Clarisse retrouve la Toison d'Or sur l'île de Polyphème.
- 3 Enfermée dans la grotte du cyclope Polyphème, Clarisse a cru mourir car elle ne pouvait pas s'échapper.
- 4 Sans l'aide de Percy et ses amis, elle aurait échoué dans sa quête. Percy la laisse repartir en avion, seule, pour ramener la Toison à la Colonie.

## Adaptation au cinéma
Percy Jackson : La Mer des monstres (Percy Jackson & the Olympians: The Sea Monsters), film américain réalisé par Thor Freudenthal, 2013. Sortie le 14 août 2013.